# Der Block (Roman)
Der Block (Originaltitel Le Bloc) ist ein Roman des französischen Schriftstellers Jérôme Leroy. Er erschien 2011 in der Série noire der Éditions Gallimard. Im Jahr 2017 publizierte die Edition Nautilus die deutsche Übersetzung von Cornelia Wend. Sie erreichte den dritten Rang in der Kategorie International bei der Wahl des Deutschen Krimi Preises 2018.
Die beiden Protagonisten des Romans sind führende Persönlichkeiten einer fiktiven rechtsextremen Partei, des Bloc Patriotique, der dem französischen Front National nachempfunden ist. Antoine, der gebildete Ehemann der Parteiführerin, ist bei einer anstehenden Regierungsbeteiligung designiert für politische Ämter. Stanko, der brutale Anführer eines paramilitärischen Ordnungsdienstes, zählt zu den Altlasten, deren sich der Block mit Einsatz eines Todeskommandos entledigen will.

## Inhalt
Frankreich befindet sich im Ausnahmezustand: Die Krawalle in den Banlieues, den französischen Vorstädten, nehmen immer mehr an Gewalt zu. Es gibt bereits mehr als 750 Tote. Der Bloc Patriotique, einst vom polternden Bürgerschreck Roland Dorgelles gegründet und inzwischen von seiner Tochter Agnès geführt, nimmt in der Wählergunst ständig zu und steht kurz vor dem Eintritt in eine Regierungskoalition. Zehn Ministerposten will Agnès bei einem nächtlichen Geheimtreffen mit Regierungsvertretern aushandeln. Doch vor dem Ergreifen der Macht gilt es einige Altlasten aus der radikalen Frühphase des Blockes zu beseitigen. Zu diesen gehört auch Stéphane Stankowiak, genannt Stanko, der Chef des parteiinternen Ordnungsdienster GPP, einer paramilitärischen Organisation, die bei ihren Aktionen auch vor Mord nicht zurückschreckt. So erhält auch Stankos eigener Schützling Ravenne den Auftrag, seinen Chef zu eliminieren.
An ganz unterschiedlichen Orten lassen Antoine Maynard, Agnès Ehemann, der im Fall der Regierungsbeteiligung Staatssekretär oder Minister werden soll, und Stanko ihre gemeinsame Vergangenheit Revue passieren. Antoine wartet in einer luxuriösen Pariser Wohnung auf die Heimkehr seiner Frau, Stanko versteckt sich in einem schäbigen Hotel vor seinen Mördern. Antoine stammt aus guten Verhältnissen, ist intelligent und gebildet und fühlte sich schon früh zu den verlockend gefährlichen Vordenkern des Faschismus hingezogen. In die organisierte Rechtsradikalität gelangte er aber erst durch Agnès, damals die Tochter des großen alten Mannes hinter dem Bloc, jetzt seine Anführerin und noch immer mit einer Ausstrahlung, die Antoine in den Bann schlägt. Stanko hat polnische Wurzeln und stammt aus einfachen Verhältnisse. Früh schloss er sich Skinheads und ließ sich den Schriftzug des rechtsradikalen Commando Excalibur auf den kahlen Schädel tätowieren. In den brutalen Männerbünden fand er nicht nur den Rausch von Macht und Brutalität, sondern auch die Möglichkeit, seine homosexuellen Neigungen zu sublimieren.
So verschieden die Männer aus ganz unterschiedlichen Milieus sind, verbindet sie doch eine langjährige Freundschaft, gestählt in zahlreichen Straßenschlachten mit Antifaschisten. Antoine bedauert das Opfer Stankos, auch wenn er sich gegen dessen Notwendigkeit nicht sperren kann. Stanko wiederum nimmt Antoine nicht übel, Gewinner der parteiinternen Umwälzungen zu sein, während er, wie eigentlich sein ganzes Leben lang, zu den Verlierern zählt. Als Stanko sein Versteckspiel am Morgen satt hat, tritt er seinem Jäger Ravenne bewaffnet auf offener Straße entgegen und nimmt ihn mit in den Tod. Antoine hat nach ihrer Rückkehr mit Agnès geschlafen. Jetzt fürchtet er die Einsamkeit, wenn sie in Zukunft kaum noch Zeit für ihn haben wird. Letztlich, so sinniert er, ist er „Faschist geworden wegen der Möse einer Frau“.

## Hintergrund
Laut Jérôme Leroys Nachwort für die deutsche Ausgabe ist Der Block von der französischen Strömung des Neo-Polar beeinflusst, die von Jean-Patrick Manchette ins Leben gerufen wurde und Dashiell Hammetts amerikanische Erzähltradition des Kriminalromans in eine zeitgemäße französische Geschichtsschreibung mit dezidiert politisch linker Orientierung übertragen hat. Allerdings schränkt Leroy ein, dass in Bezug auf das Erstarken des politischen Rechten „die klassischen antifaschistischen Denkmuster allein nicht mehr genügen, um ein Phänomen zu verstehen, das auf dem gesamten europäischen Kontinent ein solches Ausmaß angenommen hat.“ So hat Leroy in seinen Roman bewusst auch Elemente der klassischen Tragödie übernommen, etwa die drei Aristotelischen Einheiten, die Einheit von Zeit, Ort und Handlung. Die Handlung spielt in einer einzigen Nacht, der Nacht vor der Machtübernahme des patriotischen Blocks, und die Hauptfiguren verharren fast durchweg an einem Ort.
Trotz der Gefahr der Empathie des Lesers für die Romanfiguren, hat Leroy die Handlung nicht in einer allzu leicht moralisierenden Außensicht und Er-Form berichtet, sondern abwechselnd aus der Ich- und Du-Form, die eine Innenansicht in die Gedankenwelt der extremen politischen Rechten ermöglicht. Laut Katharina Granzin verweist bereits die äußere Form auf die unterschiedliche Lebensperspektive der beiden Protagonisten: Stanko, der keine reflektierende Distanz besitzt, verarbeitet das Leben direkt und hauptsächlich über körperliche Erfahrungen in der Ich-Form. Antoine, der Intellektuelle und Nihilist, tritt mit sich selbst in der Du-Form in einen Dialog und beobachtet sich spöttisch von außen.
Der Block wurde bei seinem Erscheinen in Frankreich auch als Schlüsselroman gelesen, in dem sich viele Anspielungen auf Parteifunktionäre und parteiinterne Auseinandersetzungen des Front National wiederfinden lassen. So standen natürlich Jean-Marie Le Pen und seine Tochter Marine Le Pen für die Figuren Roland und Agnès Dorgelles Pate, wobei sich letztere im Roman die Haare schwarz gefärbt hat. Allerdings musste Leroy nach eigenem Bekunden die französische Wirklichkeit und seine recherchierten Fakten aus rechtlichen Gründen „verpixeln“. Dadurch sei der Roman aber auch „zeitloser und archetypischer“ geworden und beschreibe ein Szenario, das sich so auch an anderen Orten ereignen könnte, so, wie Leroy betont, auch in Deutschland. Die Darstellung der Wirklichkeit in einem Roman noir ist für Leroy jedenfalls der „Königsweg der Sozialkritik“.

## Rezeption
Le Bloc erhielt den Prix Michel-Lebrun 2012, einen von der Stadt Le Mans verliehenen Preis für Kriminalliteratur. Die deutsche Übersetzung erreichte den dritten Rang in der Kategorie International bei der Wahl des Deutschen Krimi Preises 2018. Laut Jurymitglied Günther Grosser schreibt „Jérôme Leroy in zwei ständig wechselnden Erzählströmen voller Intensität und mit einem Engagement, das an die Grenzen des Erträglichen geht.“
Laut Peter Körte ist Der Block „nicht nur ein gut gebauter Thriller, sondern der literarisch ambitionierte Versuch, die Vorstellungswelten und Motive eines rechten Milieus detailliert zu erfassen, ohne ihm sofort mit routinierter Ablehnung und Empörung zu begegnen.“ Alex Rühle liest den Roman als „eine allgemeingültige Parabel auf das Erstarken des rechten Populismus und als beklemmendes Requiem auf die Demokratie.“ Für Sonja Hartl ist der „hervorragende Roman eine vernichtende, realistische und exzellent erzählte Abhandlung über Gewalt, über das Sterben von Ideologien – und über die Geschichte Frankreichs der vergangenen 25 Jahre.“ Werner Bebber rät: „Wer eine Vorstellung von der Anziehungskraft des Front National in Frankreich bekommen will, sollte sich in die irritierende Lektüre dieses Buches stürzen, das mindestens so sehr Polit-Thriller ist wie Kriminalroman.“
Marcus Müntefering findet den Roman „ob der distanzlos geschilderten Grausamkeiten zeitweise schwer auszuhalten[…]“ und dabei „Innenansicht und Warnung zugleich“ und auch eine Aufforderung, „nicht zu ignorieren, nicht zu schweigen“. Für Antje Deistler hingegen ist der Roman „schwer verdaulich“, doch lässt er sie kalt. Er „krankt an Informationsüberfrachtung und an seiner gewollten Kälte.“ Auch für Katharina Granzin ist die Geschichte „keine schöne Reise. Aber sie wartet mit Einblicken auf, die nicht mal eben um die Ecke liegen.“ Christian Bommarius nennt es „das Buch der Stunde“, das nicht erst die Besprechungen in Feuilletons braucht, „um seine Relevanz zu beweisen – die Katastrophe, die Leroy beschreibt, ist zu nah an der Gegenwart, um sie als Zukunftsvision zu erklären.“
Nach dem Szenario von Le Bloc aber mit einer eigenständigen Handlung um eine junge Sozialarbeiterin, die zur Spitzenkandidatin des Bloc Patriotique aufgebaut wird, entstand der 2017 uraufgeführte französische Spielfilm Chez nous von Lucas Belvaux mit Émilie Dequenne, André Dussollier, Guillaume Gouix, Catherine Jacob und Anne Marivin in den Hauptrollen. Leroy hat am Drehbuch mitgearbeitet und Figuren aus seinem Roman wie Agnès und Stanko in den Film übernommen. Schon Wochen vor seinem Erscheinen löste der Film in Frankreich heftige Reaktionen bei Anhängern und Parteispitze des Front National aus. So glaubte etwa der Vizepräsident der Partei Florian Philippot bereits am Trailer zu erkennen, dass es „ganz eindeutig ein Anti-FN-Film ist“.

## Ausgaben
- Jérôme Leroy: Le Bloc. Collection Série Noire. Gallimard, Paris 2011, ISBN 978-2-07-078642-8.
- Jérôme Leroy: Der Block. Aus dem Französischen übersetzt von Cornelia Wend. Mit einem Nachwort des Autors zur deutschen Ausgabe. Edition Nautilus, Hamburg 2017, ISBN 978-3-96054-037-3.